# معركة توشكى
معركة توشكى، وقعت في 3 أغسطس 1889 بين قوات الجيش الإنجليزي وقوات الثورة المهدية في توشكى وانتهت بهزيمة المهديين.

## الثورة المهدية
تعد موقعة توشكي من الأحداث المهمة في التاريخين المصري والسوداني وكانت بداية النهاية لذلك المد الكاسح الذي فجّره واحد من أبرز الدعاة الدينيين والسياسيين في تاريخ مصروالسودان وهو محمد أحمد المهدي
والذي قاد ثورة قدر لها أن تحقق نجاحـا ملموسا ضد الوجود المستعمر البريطاني في السودان لكن العمر لم يمهله لتحقيق حلمه بإحكام قبضته على كل ربوع السودان.
وتولى زمام الأمور من بعده خليفته عبد الله التعايشي الذي فكر في غزو مصر حين سيّر إليها حملة بقيادة عبد الرحمن النجومي لكى يصبح خليفة على مصر والسودان ثم على كل المسلمين وقد تم اختيار عبدالرحمن النجومي قائدا للسرية الأولي (سرية المقدمة) وواصل النجومي تقدمه برفقة 13 ألف مقاتل من المهدية حتى وصل إلى منطقة معتوقة حيث عسكر فيها، حيث عسكر فيها وقام بتقسيم جيشه إلى ثلاثة أقسام وجعل عبد الحليم مساعد، وكيلاً ومعاوناً له والقسم الأول يضم مقاتلين من قبائل الجعليين والبطاحيين بقيادة ابن أخيه أحمد البشير الآمين.والقسم الثاني يضم مقاتلي قبائل الدناقلة والمولدين بقيادة الأمير عثمان أزرق.اما القسم الثالث فيشمل قبائل البقارة من حمر، وهبانية، وأولاد حميد ومسيرية، بقيادة إسماعيل عبد المجيد المنتمي إلى أولاد حميد.
ومن جانبها إهتمت الحكومة المصرية بأمر قواتها المرابطة على الحدود الجنوبية وسارعت إلى إرسال تعزيزات تم توزيعها على الحاميات الحدودية في آبار المرات قاليب، وكركر، وأسوان، ووادي حلفا، وحرص، وأرقين. وكانت قوات أسوان تمثل الاحتياط لهذه الحاميات.
كانت قوات النجومي ترمي إلي بلوغ مورد المياه في أرقين بينما كان الجنوال البريطاني ودهاوس يتابع أخبار الحملة وسيرها أولاً بأول، فسبقها في الوصول الي أرقين بإثنتين من البواخر النيلية قوامهما 2500 فرد، إضافة إلي 130 جندي آخرين من جنود الهجانة (التي تمتطي ظهور الجمال) وثمانية مدافع وقوة الأورطة السودانية التاسعة عشرة والحادية عشرة. وتم تحصين المدينة في انتظار الحملة التي أعياها المسير عبر الصحراء وأنهكها العطش.
أصدر النجومي أوامره بأن يتم فتح الطريق لجلب الماء للجيش، وبإستخدام عبد الحليم مساعد لخور متصب بالنيل وصلت قوة النجومي إلى مورد الماء بدوابها وأخذت كفايتها من الماء وفي العودة قسمت القوة إلي ثلاث أجنحة: الميمنة والميسرة والوسط، وتمكنت من احتلال أجزاء من أرقين. دارت معركة عنيفة لطرد قوات ود النجومي من القرية وكانت خسائرها جسيمة بلغت 90 قتيلاً و500 أسير، وجرح معظم ما تبقي منها، في حين لم تتجاوز خسائر الجيش المصري 11 قتيلاً و 60 جريحا.و انسحب النجومى إلى تلال ارقين وعقد مجلس للتشاور واقترح عبد الحليم مساعد الانسحاب لكن النجومى رفض بعنف وقال لن اعود محمولا على الاعناق واشتدت الخلافات بين الامراء مما اثر على الروح المعنوية للجيش فقد بلغت الخلافات إلى حد عدم تنفيذ الاوامر فمثلا القائد عبد السلام بله رفض التحرك نحو مورد المياه بل هرب هو ومجموعة من جنوده من الجبهة وتوالى هروب الجنود من جيش النجومى وظهر للناس ان النجومى يقود جيشه نحو التهلكة.
رغم هذه الظروف كلها كان النجومي يصر على التقدم شمالاً في وقت كان فيه الجنرال جرانفيل يتابع أخبار الحملة أولاً بأول، بينما عسكر ودهاوس بجنوده على ضفاف النيل ليمنعهم من الماء وعندما علم الجنرال جرانفيل بالحالة المزرية لقوات النجومي كتب إليه واصفاً الحالة الجيدة لحملته وأمره بالإستسلام قائلاً: «إن الخليفة أرسلكم للهلاك، فإن تقدمت تجد جيش الإنجليز متعطشاً لدمائكم وإن عدت فقوات حلفا جاهزة لإبادتكم وإن بقيت مكانك متّ من العطش، فلا أمامك إلا الإستسلام»، لكن ود النجومي إستقبل هذه الرسالة بفتور شديد وكان رده نابعاً من إيمانه بمهديته وتصميمه على القتال من أجلها، فرد على جرانفيل قائلاً: «ندعوك للإسلام ولا تعتمد على قوة جيشك وعتادك فإن الله سينصر عباده المؤمنين.» وطلب منه أن يستسلم هو، وكتب للخليفة شارحاً له ما قام به فبارك له الخليفة رده.
قبيل تحرك ود النجومي من مواقعه هرب كاتبه حسن الحبشي إلي معسكر الجنرال ودهاوس ونقل إليه صورة حية عن معسكر ود النجومي وإحصائيات مفصلة عن الحملة على النحو التالي:«2821 محارب، 309 بنادق، 132 جواد،200 جمل، 4000 من النساء والأطفال، بالإضافة إلى تعزيزات بقيادة على ود سعد وكمين النور التي وصلت وتتكون من 500 مقاتل، 3000 بندقية مع عدم حملهم لأي مؤن.
تحرك النجومي بعد وصول التعزيزات وتنظيم قواته قاصداً توشكي وترك ورائه الكثير من المرضى والجرحى الذين تعذر عليهم مواصلة السير، ووصل إلي تلال توشكي وعسكر عند سفحها الغربي وذلك يوم 1 أغسطس 1889م وقد انخفضت اعداد قواته إلى 3000 مقاتل أما من الجانب الأخر فقد إنضمت قوات ود هاوس التي كانت تتابع النجومي إلي القوات المصرية بقيادة السردار گرانڤيل وأصبحت قوة واحدة تحت قيادة جرانفيل وكانت على النحو التالي:
- 500 من الفرسان الراكبة بقيادة اللواء كتشنر باشا.
- 240 من الطوبجية ومعهم 8 مدافع بقيادة القائمقام ويندل بك.
- لواء مشاة من قوة ود هاوس قوامها 1500 جندي.
- فريق طبي يتكون من 70 فرداً.

واصل النجومي تقدمه شمالاً، لكن لواء كتشنر تصدى له فبادر النجومي بإطلاق نيران كثيفة على قوات كتشنر مما اضطره إلي الانسحاب خلف التلال على بعد نصف ميل من جهة مجرى نهرالنيل ومن هناك بدأ في ضرب قوات النجومي. حاول النجومي تركيز هجومه على قيادة القوات المصرية الراكبة والتي كانت بقيادة جرانفيل وإجباره على التراجع والاستعانة بمدفعية الطوبجية لمواجهة هجوم النجومي. وبازدياد كثافة النيران على قواته اضطر النجومي إلى وقف الهجوم الذي لم يحقق أي اختراق في صف الجيش المصري، وغير اتجاه تقدم قواته نحو الشمال الغربي، لكن لواء كتشنر كان قد احتل مواقع ذلك الاتجاه فتصدى لقوات النجومي وتمكن من ايقاف تقدمها نحو ذلك الاتجاه وبذلك أصبحت قوات النجومي شبه محاصرة بين فكي الرحى.

## مصرع النجومي
عندما أدرك النجومي خسارته اختار لمحاولته الأخيرة منطقة منبسطة الأرض صف فيها قواته ونشر حملة البنادق في الامام وخلفهم حاملي السيوف والحراب وأمر بنقل النساء والأطفال في مكان منخفض بعيداً عن النيران واستعد لمواجهة الجيش المصري.
قامت القوات المصرية بشن هجوم مركز على قوات النجومي فتصدت لها قوات النجومي وقاتلت قتالاً شرسا لكنها لم تستطع الصمود وتكبدت خسائر فادحة مما اضطرت إلى التقهقر والتفرغ بعد فقدان عدد كبير من اقادتها، وبذل النجومي جهودا لإعادة تجميع قواته وتنظيمها لمواصلة القتال، فلاحظ ذلك جرانفيل ووجه نحوه قوة راجلة للقضاء عليه وسقط الأمير النجومي على الأرض ليسلمّ الروح فحمله ملازميه على ظهر جمل وحاولوا الإفلات به من قوات الجيش المصري، الا إنها لحقت بهم واستولت على الجثمان وتفرقت بقية قوات النجومي بعد الهزيمة التي لحقت بها وانسحبت جنوبا لتطاردها القوات القوات البريطانية التي قضت علي جزء كبير منها وقد قًتل في المعركة غير المتكافئة حوالي 1500 مقاتل من قوات النجومي وبهزيمة توشكي بدء العد التنازلي لدولة المهدية في السودان.